# Ophonus parallelus
Ophonus (Metophonus) parallelus – gatunek chrząszcza z rodziny biegaczowatych, podrodziny Harpalinae i pleminia Harpalini.

## Taksonomia
Gatunek został opisany w 1829 roku przez Pierre’a François Marie Auguste’a Dejeana jako Harpalus parallelus.

## Opis
Osiąga od 6,5 do 8 mm długości ciała, zazwyczaj ubarwionego jednolicie ciemnobrązowo do czarnego. Górna powierzchnia ciała niemetaliczna. Podstawa przedplecza bez jakiegokolwiek śladu obrzeżenia, jego boki słabo wklęśnięte ku podstawie, a kąty tylne nieco rozszerzone. Pokrywy o bokach prawie równoległych. Odnóża czerwono-brązowe.

## Występowanie
Gatunek palearktyczny. W Europie wykazany z Albanii, Austrii, Belgii, Bośni i Hercegowiny, Bułgarii, Chorwacji, Francji, Hiszpanii, byłej Jugosławii, Niemiec, europejskiej Rosji, Rumunii, Sardynii, Słowacji, Słowenii, Sycylii, Ukrainy, Węgier, Wielkiej Brytanii i Włoch. Poza Europą znany z Bliskiego Wschodu.